# Балдасаре Перуци
Балдасаре Перуци (на италиански: Baldassare Tommaso Peruzzi) е италиански архитект и живописец от епохата на късния Ренесанс.

## Биография
Роден е в малко градче близо до Сиена, Италия на 7 март 1481 г.
Работи заедно с Донато Браманте и Рафаело Санти по вила Фарнезина. След смъртта на Рафаело оглавява работата по строителството на базиликата „Свети Петър“ в Рим. След ограбването на Рим през 1527 г. се завръща в Сиена, където построява нови укрепления за града и проектира бент за река Бруна, близо до Джункарико. Отново отива в Рим през 1535 г.
Синът му Джовани Салустио също става архитект.
Умира в Рим на 55-годишна възраст на 6 януари 1537 г.

## Галерия
- „Музи танцуват с Аполон“, Балдасаре Перуци
- Детайл от фреските във вила Фарнезина, дело на Перуци
- „Алегория за силата“, 
ок. 1519 г.